# Bündnis 90/Die Grünen Sachsen
Bündnis 90/Die Grünen Sachsen (im parlamentarischen Sprachgebrauch oft kurz Bündnisgrüne) ist einer der Landesverbände der Partei Bündnis 90/Die Grünen. Mit über 4.500 Mitgliedern gehört der Landesverband zu den mittelgroßen der grünen Partei in Deutschland.

## Geschichte
Der Landesverband von Bündnis 90/Die Grünen in Sachsen wurde bei der gemeinsamen Vollversammlung von 137 Mitgliedern aus Demokratie Jetzt, Neuem Forum, Unabhängigem Frauenverband und der Grünen am 27. September 1991 in Zwickau gegründet. Der sächsische grüne Landesverband, der 1990 aus der Grünen Partei in der DDR hervorging, hatte sich nicht wie die anderen ostdeutschen grünen Landesverbände zum 3. Dezember 1990, dem Tag nach der Bundestagswahl, den westdeutschen Grünen angeschlossen, sondern diese Entscheidung aufgeschoben.
Vorläufer des bündnisgrünen Landesverbandes waren die vier Gruppierungen, die bereits zur ersten sächsischen Landtagswahl 1990 gemeinsam unter dem Dach der Listenverbindung „Neues Forum – Bündnis – Grüne (FORUM)“ antraten und mit 5,6 % den Einzug in den Landtag schafften. Seitdem vertraten zehn Landtagsabgeordnete grüne Positionen im Landtag, so unter anderem die bekannteren Mitglieder des grünen Landesverbandes Klaus Gaber, Martin Böttger, Karl-Heinz Gerstenberg und die langjährige Fraktionsvorsitzende Antje Hermenau. Damit war der sächsische Landesverband von Bündnis 90/Die Grünen eineinhalb Jahre vor dem Zusammenschluss von Bündnis 90 und Die Grünen auf Bundesebene gegründet worden. Weitere bekannte Mitglieder, die in den 1990er Jahren im sächsischen Landesverband aktiv waren, sind Gunda Röstel und Werner Schulz.
Bereits zu dieser Zeit trat der sächsische Landesverband von Bündnis 90/Die Grünen auf parlamentarischer Ebene mit thematischen Schwerpunkten auf Klimaschutz, Braunkohleausstieg, Gentechnik, die Förderung regionaler Wirtschaftskreisläufe, Abfall- und Abwasserkonzepte, Raumordnung und Verkehrskonzepte, Gesteinsabbau in den sächsischen Regionen, den Uranabbau der Wismut, die Aufarbeitung der DDR-Vergangenheit, der Versorgung von Asylbewerbern und Bürgerbeteiligung hervor.
Bei der Landtagswahl 1994 verfehlte die Partei mit 4,1 % Zweitstimmenanteil den Einzug in den Landtag. Während seitdem bis 2004 mit CDU, SPD und PDS lediglich drei Parteien im Sächsischen Landtag vertreten waren, war Bündnis 90/Die Grünen auch weiterhin auf kommunaler Ebene in der Fläche mit kommunalen Mandatsträgern verankert, so stellte die Partei auch Bürgermeister in einzelnen Gemeinden.

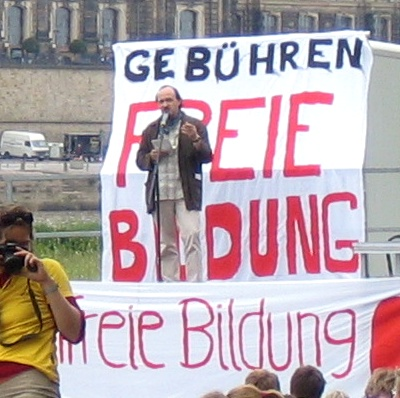
Karl-Heinz Gerstenberg auf einer Studentendemo in Dresden

Erst 2004 gelang der bündnisgrünen Landespartei mit 5,1 % Zweitstimmenanteil der Wiedereinzug in den Landtag. Thematische Schwerpunkte des Wahlkampfes waren der Kampf gegen den Rechtsextremismus, Bildungs- und Familienpolitik, die Gleichstellung der Frau und Korruptionsbekämpfung. Die damalige Spitzenkandidatin Antje Hermenau, vor dem Landtagseinzug noch Bundestagsabgeordnete, wurde Fraktionsvorsitzende der sechsköpfigen Landtagsfraktion von Bündnis 90/Die Grünen. Der langjährige Landesvorsitzende und nun gewählte Landtagsabgeordnete Karl-Heinz Gerstenberg wurde Parlamentarischer Geschäftsführer der Landtagsfraktion.
2009 gelang mit 6,4 % der Zweitstimmen der abermalige Einzug in den Landtag. Neben der Spitzenkandidatin Antje Hermenau, die als Fraktionsvorsitzende bestätigt wurde, zogen acht weitere Abgeordnete für die Partei in den Landtag ein. Das Amt des parlamentarischen Geschäftsführers wurde wiederum von Karl-Heinz Gerstenberg bekleidet. Unter dem Leitmotiv „Ökologisch – modern – weltoffen“ nahm die Fraktion eine Oppositionsrolle im Landtag ein.
2014 zog die Partei erstmals mit einer Doppelspitze aus Antje Hermenau und Volkmar Zschocke in den sächsischen Landtagswahlkampf. Der Einzug gelang mit 5,7 % der Zweitstimmen für insgesamt acht Abgeordnete. Der Fraktionsvorsitz wurde von Zschocke übernommen, da Hermenau nicht mehr für dieses Amt kandidierte. Zum parlamentarischen Geschäftsführer wurde Valentin Lippmann gewählt. Aufgrund der rechnerischen Möglichkeit einer Koalition mit der CDU folgten erstmals in der Geschichte der Landespartei Sondierungsverhandlungen mit der CDU, die jedoch scheiterten. Hermenau erklärte in diesem Zuge, dass sie ihr Landtagsmandat nicht annehmen werde. Ihr rückt mit Franziska Schubert ein weiterer parlamentarischer Neuling nach. Von den acht grünen Abgeordneten gehörte lediglich Eva Jähnigen dem alten Landtag an.
Hochburgen der Landespartei sind die Großstädte Dresden, Leipzig, Chemnitz, Teile des Landkreises Meißen sowie die Stadt Freiberg.
Die sächsischen Grünen konnten sich in den 2000er Jahren einerseits durch öffentlichkeitswirksame Einzelaktionen wie gegen den Bau der Waldschlößchenbrücke in Dresden und andererseits durch eine stetige und auch verlässliche Parlamentsarbeit unter anderem in den Bereichen der Bildungs-, Hochschul- und Haushaltspolitik profilieren. Trotz der Funktion als Oppositionspartei im Landtag wurde ein bündnisgrüner Antrag für kommunale Gedenktage anlässlich des 20-jährigen Jubiläums der Friedlichen Revolution durch die Staatsregierung angenommen. Der grüne Landesverband trat teilweise auch durch Konzepte im Bereich der Verkehrspolitik in Erscheinung; so erarbeitete die Landtagsfraktion das sachsenweite Bahnkonzept „SACHSENTAKT 21“ für einen Integralen Taktfahrplan und forderte die Wiederanbindung von Chemnitz an das Fernverkehrsnetz der Bahn.
Mit der personell gänzlich neu aufgestellten Landtagsfraktion ab 2014 war eine Verbreiterung des Themenspektrums verbunden. Neben den Themen der Ökologie und des praktischen Naturschutzes, des Umwelt- und Klimaschutzes, der Verkehrspolitik und Gleichstellungspolitik wurden verstärkt auch die Strukturprobleme der Großstädte und des ländlichen Raums öffentlich thematisiert. So entwickelte die Landtagsfraktion unter ihrem neuen Fraktionsvorsitzenden Wolfram Günther ein erkennbares Profil in der Wohnungspolitik und gegen überzogene Mietpreissteigerungen in den drei sächsischen Großstädten. Zugleich thematisierte die grüne Parlamentsfraktion den Strukturabbau bei Schulen, Polizei, Gerichten und Verwaltung im ländlichen Raum Sachsens und profilierte sich so in der Innen- und Bildungspolitik. Unter anderem forderten die Grünen die Wiedereinrichtung von Polizeirevieren in jeder Stadt ab 10.000 Einwohnern und stießen vielerorts auf kommunaler Ebene auf positiven Widerhall.
Auf der Bundesebene entsendete die Partei mit Monika Lazar und Stephan Kühn zwei sächsische Abgeordnete in den Deutschen Bundestag.
Für die Landtagswahl in Sachsen 2019 wählte der Landesverband mit Katja Meier und Wolfram Günther erneut zwei Spitzenkandidaten.
Bei der Landtagswahl erreichte die Partei mit 8,6 Prozent der Zweitstimmen ihr bisher bestes Ergebnis. Sie entsendete 12 Abgeordnete in den sächsischen Landtag. In der Folge wurde sie als Teil der Kenia-Koalition an der Regierungsverantwortung beteiligt. Katja Meier wurde Sächsische Staatsministerin der Justiz und für Demokratie, Europa und Gleichstellung und Wolfram Günther Sächsischer Staatsminister für Energie, Klimaschutz, Umwelt und Landwirtschaft sowie der erste stellvertretende Ministerpräsident im Kabinett Kretschmer II.
Bei der Bundestagswahl 2021 wurde ein Ergebnis von 8,6 Prozent der Zweit- und 7 Prozent der Erststimmen erreicht. In dessen Folge wurden mit  Paula Piechotta, Bernhard Herrmann, Merle Spellerberg und Kassem Taher Saleh vier sächsische Abgeordnete in den Deutschen Bundestag entsandt.
Im Europaparlament ist der Landesverband Sachsen seit 2019 durch Anna Cavazzini vertreten.
Am 7. Mai 2024 wurde Yvonne Mosler, die Spitzenkandidatin der Grünen für den Stadtrat, in Dresden beim Aufhängen von Wahlplakaten von zwei Personen angegriffen. Außerdem wurden zwei aufgehängte Wahlplakate heruntergerissen. Mosler war in Begleitung von Helfern und einem Drehteam unterwegs. Laut Polizei werde gegen einen 34-jährigen Deutschen wegen Körperverletzung, Bedrohung, Beleidigung und Sachbeschädigung ermittelt und gegen eine 24-jährige Deutsche wegen Körperverletzung. Aus einer Gruppe heraus soll außerdem der Hitlergruß gezeigt worden sein.
Bei der Landtagswahl in Sachsen 2024 schafften die Grünen knapp den Wiedereinzug in den Landtag. Sie wurden anschließend nicht erneut an der Regierung beteiligt.

## Struktur

### Organisation
Der Landesverband organisiert sich in 13 Kreisverbänden, die in den Großstädten Dresden, Leipzig und Chemnitz als „Stadtverbände“ bezeichnet werden. Unterhalb der Kreisverbandebene gibt es teilweise Regionalgruppen oder -verbände, seltener Ortsverbände. An der Spitze des Landesverbands steht der Landesvorstand. Der Landesvorstand wird in der Regel alle zwei Jahre auf einer Landesversammlung neu gewählt.
1992 entstand in Leipzig das Grün-Alternative Jugendbündnis (GAJB) Sachsen, Mitte der 1990er Jahre benannte dieses sich in Grünes Jugendbündnis (GJB) um und wurde später Teil des Bundesverbandes des Grünen Jugend.

### Landesvorstand
| Vorsitzende                  | Martin Helbig und Coretta Storz              |
| Schatzmeister                | Maik Hieronymus                              |
| Beisitzerinnen und Beisitzer | Monique Hänel, Andreas Spranger, Maria Untch |

### Mitglieder
Nach der Gründung des Landesverbands wuchs die Anzahl der Mitglieder bis zum Ende der 1990er Jahre auf etwa 1100 Mitglieder. In den Folgejahren entwickelte sich die Mitgliederzahl des Landesverbands rückläufig und sank bis etwa 2002 auf rund 850 Mitglieder. Zu diesem Zeitpunkt kehrte sich der Trend um und die Zahl der Mitglieder stieg stetig an und erreichte Ende Januar 2009 den Stand von 995 sächsischen Mitgliedern. Das Jahr 2009 bescherte den sächsischen Grünen einen deutlichen Mitgliederzuwachs, im Januar 2010 zählte der Landesverband wieder 1100 Mitglieder und erreichte damit seinen bis dahin besten Wert. Anfang 2022 betrug die Zahl der Mitglieder 3419. Im September 2023 liegt die Mitgliederzahl bei 3538.
Von 1991 bis 1994 waren Gunda Röstel und Heiko Weigel die ersten Landesvorsitzenden der sächsischen Bündnisgrünen. Während Karl-Heinz Gerstenberg von 1994 bis 2005 ununterbrochen männlicher Landesvorsitzender blieb, wechselten die Landessprecherinnen öfters. So waren Gerda Viecenz, Kornelia Müller und Pino Olbrich jeweils mindestens zwei Jahre Landessprecherin, wogegen es zwischen 2003 und 2005 keine weibliche Landesvorsitzende gab. Nach dem Einzug der Partei in den Landtag 2004 wurden im Folgejahr Eva Jähnigen und Claus Krüger zur Landesvorsitzenden gewählt. Zwischen 2007 und 2009 war Rudolf Haas männlicher Sprecher der Landespartei. Im Januar 2010 wurde Volkmar Zschocke zum neuen Landessprecher der Partei gewählt. Das Amt der Landessprecherin blieb mangels einer Bewerberin unbesetzt. Am 6. November 2010 wurde Claudia Maicher zur Landessprecherin gewählt. Beide wurden am 3. März 2012 als Landesvorstandssprecher wiedergewählt. Am 25/26. November 2016 wurde mit Jürgen Kasek und Christin Melcher eine neue Doppelspitze gewählt. Im März 2018 wurde Kasek durch Norman Volger abgelöst.
Im April 2022 kündigte Marie Müser ihre Kandidatur für den Parteivorsitz der sächsischen Landespartei an. Der Amtsinhaber Norman Volger verzichtete auf eine Kandidatur. Auf dem Parteitag am 14. Mai 2022 in Neukieritzsch wurde Müser 72,5 Prozent der Delegiertenstimmen gewählt. Christin Furtenbacher wurde 2020 als Landesvorsitzende gewählt und 2022 in Neukieritzsch mit 91,4 Prozent im Amt bestätigt. Furtenbacher trat am 8. Dezember 2024 – einen Tag nach ihrer Wiederwahl – aufgrund fehlenden Rückhalts in der Partei anhand eines schlechten Wahlergebnisses zurück.
Am 17. Mai 2025 wurden Coretta Storz und Martin Helbig zu den Landesvorsitzenden gewählt.

## Wahlergebnisse

### Landtagswahlen
| Ergebnisse der Landtagswahlen | Ergebnisse der Landtagswahlen | Ergebnisse der Landtagswahlen | Ergebnisse der Landtagswahlen |
| Jahr                          | Stimmen                       | Sitze                         |                               |
| ----------------------------- | ----------------------------- | ----------------------------- | ----------------------------- |
| 1990                          | 5,6 %                         | 10                            |                               |
| 1994                          | 4,1 %                         | –                             |                               |
| 1999                          | 2,6 %                         | –                             |                               |
| 2004                          | 5,1 %                         | 6                             |                               |
| 2009                          | 6,4 %                         | 9                             |                               |
| 2014                          | 5,7 %                         | 8                             |                               |
| 2019                          | 8,6 %                         | 12                            |                               |
| 2024                          | 5,1 %                         | 7                             |                               |

### Bundestagswahlen
| Ergebnisse der Bundestagswahlen | Ergebnisse der Bundestagswahlen | Ergebnisse der Bundestagswahlen | Ergebnisse der Bundestagswahlen | Ergebnisse der Bundestagswahlen                                           |
| Jahr                            | Erststimmen in %                | Zweitstimmen in %               | Mandate (davon Direktmandate)   | Abgeordnete (davon mit Direktmandat)                                      |
| ------------------------------- | ------------------------------- | ------------------------------- | ------------------------------- | ------------------------------------------------------------------------- |
| 1990                            | 8,0                             | 5,9                             | 2 (–)                           | Werner Schulz, Wolfgang Ullmann                                           |
| 1994                            | 4,2                             | 4,8                             | 2 (–)                           | Antje Hermenau, Werner Schulz                                             |
| 1998                            | 3,8                             | 4,4                             | 2 (–)                           | Antje Hermenau, Werner Schulz                                             |
| 2002                            | 3,5                             | 4,6                             | 2 (–)                           | Antje Hermenau (bis 2004)/Monika Lazar (ab 2004), Peter Hettlich          |
| 2005                            | 3,6                             | 4,8                             | 2 (–)                           | Peter Hettlich, Monika Lazar                                              |
| 2009                            | 6,0                             | 6,7                             | 2 (–)                           | Stephan Kühn, Monika Lazar                                                |
| 2013                            | 4,5                             | 4,9                             | 2 (–)                           | Stephan Kühn, Monika Lazar                                                |
| 2017                            | 4,5                             | 4,6                             | 2 (–)                           | Monika Lazar, Stephan Kühn (bis 2020)/Wolfgang Wetzel (ab 2020)           |
| 2021                            | 7,0                             | 8,6                             | 4 (–)                           | Bernhard Herrmann, Paula Piechotta, Kassem Taher Saleh, Merle Spellerberg |
| 2025                            | 5,0                             | 6,5                             | 2 (–)                           | Paula Piechotta, Kassem Taher Saleh                                       |